# Quinto Cássio Longino (cônsul em 164 a.C.)
Quinto Cássio Longino (m. 164 a.C.; em latim: Quintus Cassius Longinus) foi um político da gente Cássia da República Romana eleito cônsul em 164 a.C. com Aulo Mânlio Torquato. Era neto de Quinto Cássio Longino, que foi tribuno militar em 252 a.C. e pai de dois filhos, Quinto Cássio Longino, do qual não se sabe mais nada além do nome, e Lúcio Cássio Longino, cônsul em 127 a.C..

## Carreira
Longino foi pretor urbano em 167 a.C., quando escoltou até Roma o rei Perseu da Macedônia, que estava preso na cidade de Alba depois de sua derrota na Terceira Guerra Macedônica. Em 164 a.C., foi eleito cônsul com Aulo Mânlio Torquato, mas morreu na função.